# Africké muzeum Dr. Emila Holuba
Africké muzeum Dr. Emila Holuba je muzeum ve městě Holice v Pardubickém kraji, věnované českému cestovateli po Africe Emilu Holubovi. Muzeum bylo otevřeno pod názvem Památník Dr. Emila Holuba 30. dubna 1966. Expozici navštívilo do roku 2011 přes 1 340 000 návštěvníků. V muzeu lze najít funkční model Viktoriiných vodopádů a venkovní africké vesnice s audiovizuální projekcí.
V roce 2012 bylo muzeum znovuotevřeno po rekonstrukci. Autorem návrhu nové expozice je architekt David Vávra.